# 火流星
火流星（英語：bolide）是與流星和隕石有關的一個術語。因此，使用這個術語的團體和單位，對於這個名詞的定義尚未完全達成共識。
對於火流星的描述，一個依據視星等的定義是亮度達到-4等或以上的火球。另一個定義是任何可以撞擊形成大火山口的天體，而無須知道它的成分（例如，是否是一顆岩石或金屬的小行星，還是冰彗星）。

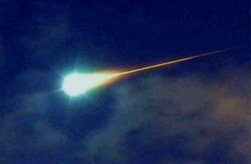
一顆非常亮，視星等超過-4等或更亮的流星（在天文學稱之為火流星）。

bolide這個字源自希臘文的βολίς bolis，意思是「飛彈」。

## 天文學
IAU尚未對火流星做正式的定義，一般認為這個字與“火球”是同義詞。然而，通常適用於視星等達到-4等或更亮的流星。天文學家傾向於使用火流星來標示特別明亮的火球，特別是有爆炸的（有時稱為爆炸火球）。它也可以用在發出聲音的火球。

### 超級火流星
視星等達到-17等或以上的火流星稱為「超級火流星」。

## 地質學
地質學家比天文學家更常使用火流星這個名詞；在地質上它標示出巨大的撞擊坑。例如，美國地質調查局伍兹霍尔海岸和海事科學中心通常使用火流星這個詞來描述形成巨大撞擊坑的天體，而無須知道其組成（例如，是否是一顆岩石或金屬的小行星，還是冰彗星）。

## 外部連結
- historic record of bolides that have been witnessed entering the Earth’s atmosphere around the world from 861 through 2012 (B612 Foundation)